# Міжнародний стадіон імені Короля Фахда
Міжнародний стадіон імені Короля Фахда (араб. أستاد الملك فهد الدولي); неофіційна назва Стадіон Перлина (араб. درة الملاعب) — багатофункціональний стадіон у столиці Саудівської Аравії Ер-Ріяді. Вміщає в себе майже 70 000 глядачів. Є домашньою ареною національної збірної Саудівської Аравії з футболу, а також футбольних клубів «Аш-Шабаб» і «Ан-Наср».
Стадіон названий в честь п'ятого короля Саудівської Аравії Фахда ібн Абдул-Азіза ібн Абдуррахмана Аль Сауда. В основному використовується для проведення футбольних матчів і різних змагань з легкої атлетики.

## Історія
Був побудований і відкритий у 1987 році. Вартість будівництва склала 650 мільйонів саудівських ріалів (510 мільйонів доларів США). Перший гол на стадіоні був забитий відомим саудівським футболістом Маджидом Абдуллою.
У 1989 році на стадіоні проходили матчі (у тому числі фінальний матч Чемпіонату світу з футболу серед молодіжних команд до 20 років). На цьому стадіоні проходили розіграші Кубка короля Фахда 1992 і 1995 відповідно, які є попередниками Кубка конфедерацій. У 1997 році на стадіоні проходили всі матчі Кубка конфедерацій 1997.
У рамках програми «Бачення Саудівської Аравії 2030» відбулося святкування 87-ї річниці заснування Саудівської Республіки за допомогою концертів та виступів, коли жінок вперше пустили на стадіон.

## Опис
Місткість стадіону розрахована на 67 000 чоловік. Тінь від даху покриває площу в 47 000 квадратних метрів. Навколо стадіону по колу діаметром 247 метрів розташовані 24 колони, які підтримують великий дах-навіс для забезпечення спортсменам та глядачам тіні і комфорту в умовах жаркого пустельного клімату, завдяки чому він нагадує мюнхенський Олімпійський стадіон.
Окрім футбольного поля стадіон має майданчики для проведення змагань з баскетболу, гімнастики, волейболу, гандболу, тенісу, сквошу, дзюдо та легкої атлетики. Крім цього стадіон має власний ресторан та бібліотеку.
Біля стадіону є спеціально побудований балкон, звідки може дивитися матч сам король Саудівської Аравії та інші високопоставлені особи країни, почесні гості.
Міжнародний стадіон імені Короля Фахда включений як ліцензований стадіон у футбольних іграх, починаючи з FIFA 13, коли чемпіонат Саудівської Аравії був включений до чемпіонату.